# المجلس الأعلى للقضاء (الكويت)
المجلس الأعلى للقضاء الكويتي أو المجلس الأعلى للقضاء في الكويت، هو أعلى هيئة قضائية كويتية، تختص بالنظر، بناء على طلب وزير العدل، في كل ما يتعلق بتعيين القضاة وأعضاء النيابة العامة وترقيتهم ونقلهم وندبهم لعمل آخر غير عملهم الأصلي وذلك على الوجه المبين في القانون رقم 23 لسنة 1990م بشأن قانون تنظيم القضاء وما يتصل به من تعديلات، كما أن للمجلس حيز إبداء الرأي في المسائل المتعلقة بالقضاء والنيابة العامة، وله اقتراح ما يراه في شأنها من تلقاء نفسه أو بناء على طلب وزير العدل. يرأس المجلس الأعلى للقضاء المستشار أحمد العجيل.

## أعضاؤه
يتشكل المجلس الأعلى للقضاء على النحو التالي:
- رئيس محكمة التمييز: رئيسًا
- نائب رئيس محكمة التمييز: عضوًا
- رئيس محكمة الاستئناف: عضوًا
- النائب العام: عضوًا
- نائب رئيس محكمة الاستئناف: عضوًا
- رئيس المحكمة الكلية: عضوًا
- أقدم اثنين من وكلاء محكمتي التمييز والاستئناف الكويتيين: عضوًا
- وكيل وزارة العدل: عضوًا

## رئاسته
نظم القانون رقم 23 لسنة 1990م آلية رئاسة وإدارة المجلس الأعلى للقضاء، حيث نص في المادة 16 على: «إذا اعتذر رئيس المجلس [الأعلى للقضاء] أو منعه مانع من الحضور يرأس المجلس نائب رئيس محكمة التمييز ويحل محله، وإذا لم يحضر رئيس محكمة التمييز ولا نائبه لعذر أو مانع ينعقد المجلس برئاسة رئيس محكمة الاستئناف، وعند غياب رئيس المحكمة الكلية يحل محله نائبه، ويحل محل النائب العام أقدم المحامين العامين الأول أو المحامين العامين الذي يقوم مقامه».

## اجتماعاته
يجتمع المجلس الأعلى للقضاء بدعوة من رئيسه، ويجب أن تكون الدعوة الموجهة للأعضاء مصحوبة بجدول أعمال، ولا يكون انعقاد المجلس الأعلى للقضاء صحيحًا إلا بحضور ثلثي أعضائه على الأقل، وتكون جميع مداولاته سريّة، وتصدر القرارات بأغلبية الأصوات، وعند تساوي الأصوات يرجح الجانب الذي فيه الرئيس.